# Waung (Baron)
Waung is een bestuurslaag in het regentschap Nganjuk van de provincie Oost-Java, Indonesië. Waung telt 4303 inwoners (volkstelling 2010).